# Olšovany
Olšovany (in ungherese Ósva) è un comune della Slovacchia facente parte del distretto di Košice-okolie, nella regione di Košice.